# Epiphragma (Epiphragma) nephele
Epiphragma (Epiphragma) nephele is een tweevleugelige uit de familie steltmuggen (Limoniidae). De soort komt voor in het Neotropisch gebied.